# Six Flags Over Texas
Six Flags Over Texas è un parco divertimenti statunitense situato ad Arlington (Texas). È stato inaugurato nel 1961 ed è il primo parco della catena Six Flags. Al suo interno ospita 50 attrazioni inclusi 13 roller coaster di grandi e medie dimensioni.

## Storia
Il parco nacque per mano di Angus G. Wynne, inizialmente il fondatore voleva creare un villaggio sul tema dei nativi americani ma il 1º agosto 1961 al momento dell'inaugurazione del parco il progetto originale era stato trasformato in un parco tematico in sei aree (una per ogni nazione che aveva in passato controllato il Texas, ovvero Spagna, Francia, Messico, gli Stati Confederati d'America, la Repubblica del Texas e infine gli Stati Uniti d'America).
Nel 1999 vi si è tenuto il ...Baby One More Time Tour della cantante americana Britney Spears. Il 17 agosto 2013 è stato luogo di un incidente mortale per una ragazza caduta accidentalmente dall'attrazione Texas Giant (montagne russe).